# 사비복부
사비복부(四比福夫, ?~?)는 백제의 유민이다.

## 생애
660년에 백제가 멸망하고 부흥운동까지 실패하자 일본으로 망명했다.
당시 달솔이었던 사비복부(四比福夫)는 같은 달솔인 억례복류(憶禮福留)와 함께 지구시국(筑紫國 : 지금의 九州北部)에 보내져 오노(大野)와 기(椽)에 성을 축성하는 일을 맡았다.